# Guy Houllier
Pour les articles homonymes, voir Houllier.
Guy Houllier est un musicien, auteur, compositeur, interprète, producteur guadeloupéen et cofondateur du groupe de Kadans populaire Expérience 7 en 1976.

## Biographie
Il est également le cofondateur du groupe Zouk Machine en 1986, juste après l'album à succès Roro. Il est co-auteur et co-compositeur de la chanson Maldòn'.
Depuis la fin des années 1990, il réalise un album solo baptisé TENDANS qui emporte en passant trois prix SACEM, récompensant ainsi 25 ans de carrière.
il a deux frères Henri et Jules (d) et une sœur Christiane Obydol (d),. 

## Discographie
Albums
- 2001 : Tendans, album solo
- 1999 : Femmes

Titres
- 1989 : Sois belle pour Experience 7, dans l'album Sois belle